# Familien-Partei Deutschlands
Die Familien-Partei Deutschlands (Kurzbezeichnung: Familie, Eigenschreibweise: FAMILIE) ist eine Kleinpartei in Deutschland, die sich schwerpunktmäßig mit dem Thema Familie befasst.
Bei der Europawahl 2014 konnte die Partei erstmals ein Mandat auf überregionaler Ebene erringen, 2019 und 2024 gelang dies erneut.

## Inhaltliches Profil
Die Familien-Partei sieht sich selbst als freiheitlich-demokratische Partei der politischen Mitte.
Aufgrund der zentralen Betonung der Rolle der Familie für Staat und Gesellschaft, der Kritik der staatlichen Erziehungsleistung und ihrer Bündnispolitik mit der konservativ-ökologischen ÖDP und der früheren Mitgliedschaft in der EKR-Fraktion des Europaparlaments, deren andere Mitgliedsparteien in der Wissenschaft als rechtskonservativ bis rechtspopulistisch eingeschätzt werden, gilt die Familien-Partei als konservativ. Diese Einordnung im Parteienspektrum wird auch gestützt durch die Mitgliedschaft in der Europäischen Christlichen Politischen Partei.
Traditionelle Begrifflichkeiten des Konservativismus, das traditionelle Familienbild, die intrafamiliäre Subsidiarität und Bezüge zu Religion und Kirche fehlen allerdings im Parteiprogramm. Im April 2021 trat der einzige Abgeordnete der Partei im Europäischen Parlament, Helmut Geuking, wegen der fehlenden Abgrenzung der EKR zur AfD aus der Fraktion aus und wurde Mitglied der Fraktion der Europäischen Volkspartei.

### Parteiprogramm
Für die Bundespartei liegt ein mehrfach überarbeitetes Programm vor.
Für die Europawahl in Deutschland 2019 hat sich die Partei ein aktuelles Wahlprogramm gegeben.

## Geschichte

### 1981 bis 2013
Die Familien-Partei wurde 1981 in Bayern unter der Bezeichnung Deutsche Familien-Partei e. V. (FP) gegründet. Sie war aus dem Verein Mutter als Beruf hervorgegangen, der Ende der 1970er Jahre versucht hatte, bessere wirtschaftliche Verhältnisse für Mütter zu schaffen. 1989 wurde die Partei von dem Kinderarzt Franz-Josef Breyer aus St. Ingbert/Saarland, der von 1989 bis 2006 auch Bundesvorsitzender der Partei war, wieder belebt. Die Kurzbezeichnung wurde später in Familie geändert. Der Parteiname lautete seit Mitte der 1990er Jahre Familien-Partei Deutschlands – Familie und wurde 2006 in Familien-Partei Deutschlands geändert. Ende 2006 übernahm Arne Gericke das Amt des Bundesvorsitzenden.
Mitte 2004 gab es erste Kooperationsgespräche mit der Ökologisch-Demokratischen Partei (ÖDP). Bei der saarländischen Landtagswahl am 5. September 2004 kandidierten ÖDP-Mitglieder auf der Liste der Familien-Partei, die 3,0 Prozent erreichte. Bei der Landtagswahl in Brandenburg erreichte die Partei 2,6 Prozent. Bei der Bundestagswahl 2005 verzichtete die ÖDP zugunsten der Familien-Partei auf eine Kandidatur. Gegen die vorgezogene Bundestagswahl 2005 reichten ÖDP und Familien-Partei Klage vor dem Bundesverfassungsgericht ein, da die Frist zur Sammlung von Unterstützungsunterschriften drastisch verkürzt wurde. Bei den Landtagswahlen in Baden-Württemberg und Rheinland-Pfalz 2006 verzichtete die Familien-Partei zugunsten der ÖDP. Ende 2006 beschloss die Familien-Partei jedoch, keine Fusion mit der ÖDP anzustreben, wodurch die Zusammenarbeit der Parteien beendet wurde.
Im Saarland verfügt die Partei über 19 kommunale Mandate. Bei der Landtagswahl im Saarland 2009 verlor die Partei einen Prozentpunkt und wurde mit 2,0 % Stimmenanteil stärkste Partei außerhalb des Landtags.
Im November 2010 wurde auf dem Bundesparteitag in Kassel der Bundesvorstand neu gewählt. Erhard Lahni löste als Bundesvorsitzender Arne Gericke ab. Bei der Landtagswahl in Mecklenburg-Vorpommern 2011 erreichte die Familienpartei 1,5 Prozent der Stimmen.

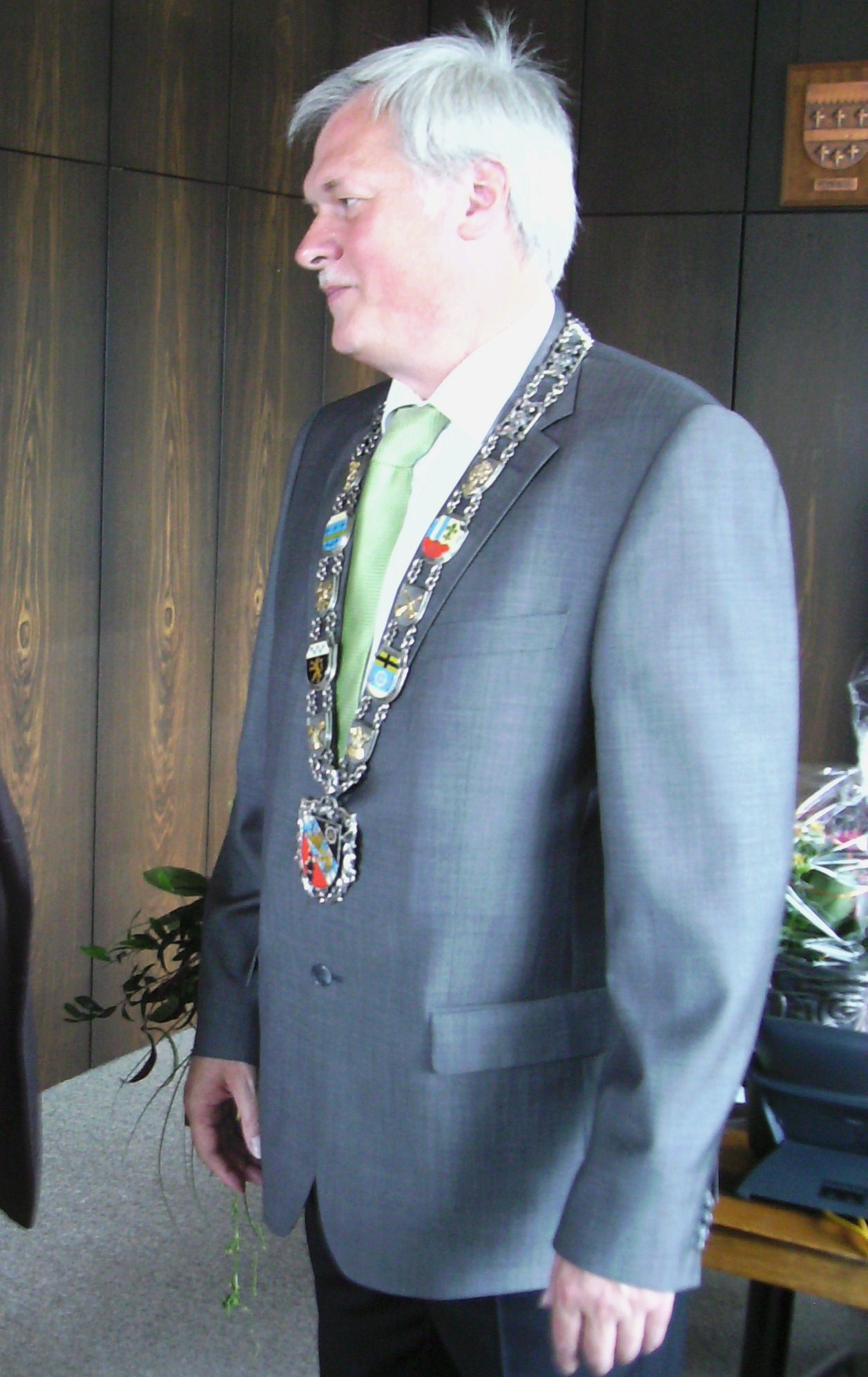
Hans Wagner bei seiner Amtseinführung 2012

Im November 2011 wurde Hans Wagner als unabhängiger Kandidat zum Oberbürgermeister der Stadt St. Ingbert gewählt und trat im Juli 2012 das Amt an. Er war bis September 2015 Mitglied der Familien-Partei.
Bei der Landtagswahl im Saarland 2012 erreichte die Familien-Partei 1,7 Prozent der Stimmen. Bei der Landtagswahl in Schleswig-Holstein 2012 verfehlte die Familien-Partei mit 0,96 % die auf Landesebene geltende Ein-Prozent-Hürde für Mittel aus der staatlichen Parteienfinanzierung.
2012 schloss sich die Partei Soziale Gerechtigkeit – Nordrhein-Westfalen, eine Abspaltung der WASG, der Familien-Partei an. Auf dem Bundesparteitag im November 2013 wurde Maria Hartmann von den Mitgliedern als Bundesvorsitzende bestätigt, nachdem sie das Amt kommissarisch übernommen hatte.

### 2014 bis 2016
Bei der Europawahl 2014 wurde Arne Gericke erneut zum Spitzenkandidaten gewählt und erhielt das Listenmandat seiner Partei zum Europäischen Parlament, nachdem die zuvor geltende Sperrklausel durch das Bundesverfassungsgericht aufgehoben worden war. Im Europaparlament schloss sich Gericke der europakritischen Fraktion der Europäischen Konservative und Reformisten um die Dänische Volkspartei, die polnische Recht und Gerechtigkeit von Jarosław Kaczyński, die rechtspopulistischen Finnen, die britische Conservative Party sowie bis April 2016 die AfD an. März 2016 beantragte der Europaabgeordnete der Familien-Partei Arne Gericke beim EKR-Vorstand seiner Fraktion den Ausschluss der beiden AfD-Abgeordneten.
Im Mai 2014 konnten bei der Kommunalwahl im Land Brandenburg wieder Mandate errungen werden. Knut Leitert zog in den Ortsbeirat, in die Gemeindevertretung sowie in den Kreistag Havelland ein. In der folgenden Landtagswahl kandidierte Leitert auf der Liste der Freien Wähler, die bekanntlich in den Landtag einzog.
Zum Bundesparteitag im November 2014 wählten die Mitglieder der Familien-Partei einen neuen Vorstand. Roland Körner konnte sich im ersten Wahlgang gegen die bisherige Bundesvorsitzende Maria Hartmann und einen weiteren Herausforderer durchsetzen und übernahm das Amt des Bundesvorsitzenden.
Auf dem Parteitag vom März 2015 verabschiedete die Partei mit großer Mehrheit, dass man die Abkommen TTIP, CETA und TISA ablehnt. Von September 2015 bis Juni 2018 hatte die Familien-Partei durch Übertritt des Stadtrats Julien Ferrat von der Partei Die Linke ihr erstes kommunales Mandat in Baden-Württemberg im Gemeinderat von Mannheim.
Im März 2016 trat der fraktionslose (bis 2015 AfD danach ALFA) Thüringer Landtagsabgeordnete Siegfried Gentele in die Familien-Partei ein. Damit ist die Partei erstmals in einem Landtag vertreten. Am 25. Juni 2016 machte der Bundesvorstand von seinem satzungsgemäßen Vetorecht Gebrauch und annullierte die Mitgliedschaft. Im Juli 2016 fasste der Bundesparteitag als oberstes Organ der Partei den Beschluss, dass Gentele weiterhin als Parteimitglied zu führen sei. Wenige Tage später stellte Gentle Strafanzeige gegen Unbekannt wegen Verleumdung und forderte den Rücktritt des Bundesvorsitzenden.
Bei den Kommunalwahlen in Niedersachsen 2016 erlangte die Familien-Partei ihr erstes kommunales Mandat in Niedersachsen in Wolfsburg. Zum Bundesparteitag im November 2016 in Offenburg wählten die Mitglieder der Familien-Partei einen neuen Vorstand. Arne Gericke wurde zum neuen Bundesvorsitzenden gewählt. Roland Körner kandidierte nicht mehr.
Bei der Landtagswahl 2017 im Saarland erreichte die Partei 0,8 % der Stimmen(zuvor 1,7 %) und verlor hier den Anspruch auf staatliche Parteienfinanzierung.
Im Mai 2017 erklärte der Bundesvorsitzende und Europaabgeordnete Arne Gericke seinen Rücktritt und seinen Austritt aus der Partei. Kommissarisch übernahm der 1. stellvertretende Vorsitzende Helmut Geuking den Bundesvorsitz der Partei, bis ein neuer Vorsitzender gewählt wird. Danach lösten sich die Landesverbände Niedersachsen und Mecklenburg-Vorpommern auf.

### Seit 2017
Zur Bundestagswahl 2017 trat die Partei mit einem Direktkandidaten an, der 506 Erststimmen erhielt.
Auf einem Bundesparteitag im April 2018 wurde der kommissarische Bundesvorsitzende Helmut Geuking zum Spitzenkandidaten zur Europawahl in Deutschland 2019 gewählt.
Die Partei Die Bürgerlobby löste sich 2018 auf und schloss sich der Familien-Partei an. Die Familien-Partei beschloss 2018, den Mitgliedern der Partei Demokratische Bürger Deutschland (DBD) eine begrenzte Doppelmitgliedschaft einzuräumen. Auf dem Bundesparteitag Ende September in Billerbeck wurde der Bundesvorstand neugewählt und Geuking als Bundesvorsitzender bestätigt.
Bei der Europawahl in Deutschland 2019 erreichte die Partei bundesweit 0,7 % der Stimmen und erreichte ein Mandat. Im Juni 2019 löste sich die Partei Demokratische Bürger Deutschlands auf und schloss sich der Familien-Partei an. Der bisherige Vorsitzende der DBD Ralf Piekenbrock wurde zum Generalsekretär der Familienpartei berufen. Auf dem Bundesparteitag im September 2019 wurde mit großer Mehrheit beschlossen, der europäischen Partei European Christian Political Movement (ECPM) beizutreten. Geuking trat wie zuvor Gericke der EKR-Fraktion bei.
Im Juli 2020 wurde der Landesverband in Hamburg gegründet. Auf dem Bundesparteitag im September 2020 in Billerbeck wurde der Europaabgeordnete und bisherige Bundesvorsitzende Helmut Geuking mit großer Mehrheit bestätigt. Im November 2020 wurde der Landesverband in Thüringen gegründet. Im April 2021 wechselte Geuking von der EKR zur EVP-Fraktion. Als Grund gab Geuking fehlende Abgrenzung der Fraktion zur AfD und zur polnischen PiS (die der Fraktion selbst angehört) an.

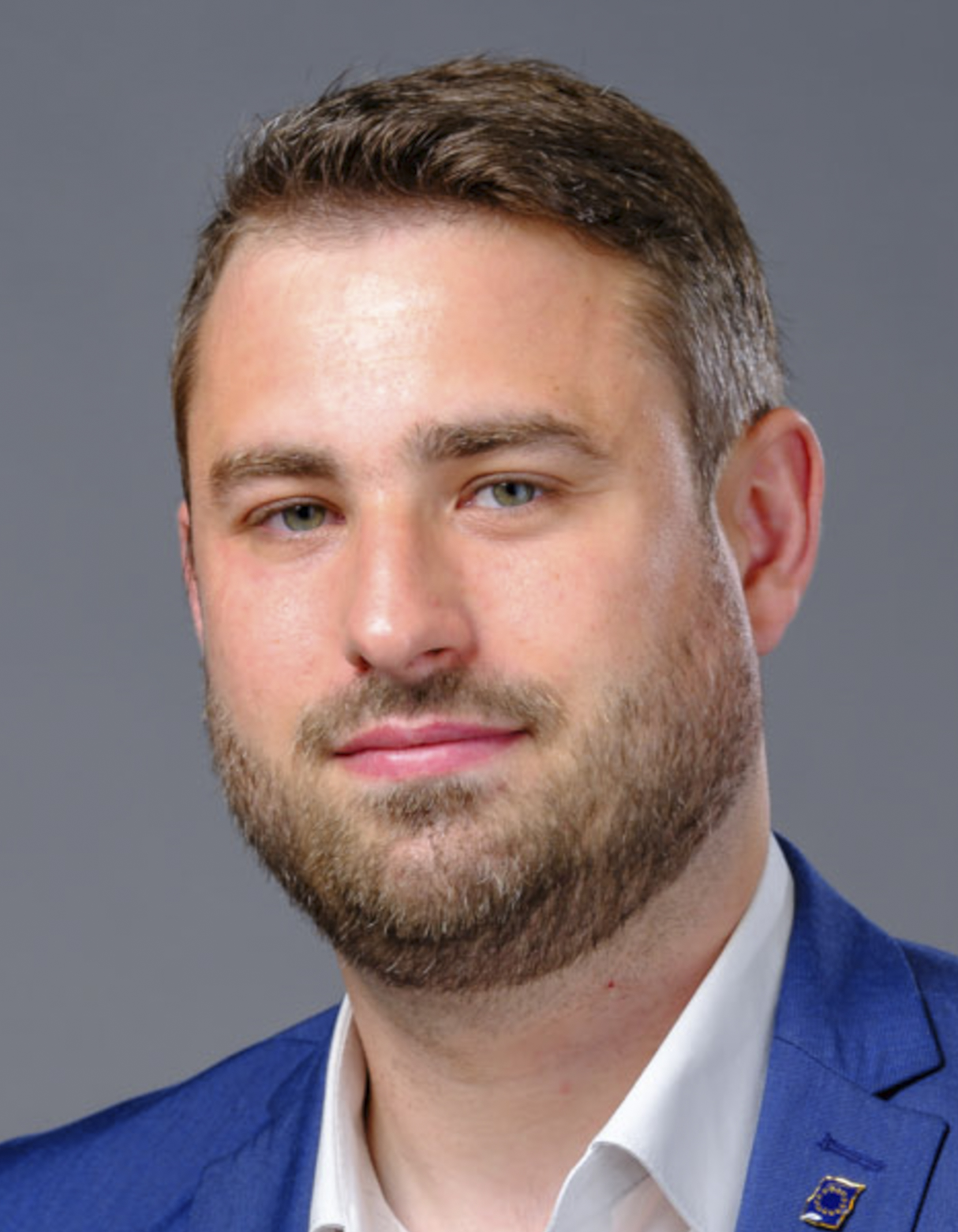
Europaabgeordneter Niels Geuking (2024)

Auf dem Bundesparteitag vom 1. April 2023 wurde Bundesvorsitzender und Europaabgeordneter Helmut Geuking als Spitzenkandidat zur Europawahl in Deutschland 2024 gewählt. Am 4. Februar 2024 legte Geuking sein Mandat im Europaparlament nieder, um sich auf den Wahlkampf zu konzentrieren. Da er seine Abgeordnetenbezüge als Übergangsgeld weiterhin erhielt, wurde der Schritt als „versteckte Wahlkampf-Finanzierung“ und „doppeltes Abkassieren auf Steuerzahlerkosten“ kritisiert. Für ihn rückte sein Sohn Niels Geuking nach. Bei der Europawahl am 9. Juni 2024 erreichte die Familien-Partei laut amtlichem Endergebnis 0,6 % und damit erneut einen Sitz. Spitzenkandidat Helmut Geuking verzichtete jedoch aus gesundheitlichen Gründen auf sein Mandat, sodass erneut Niels Geuking für ihn nachrückte.
Im September 2024 wurde der Bundesvorstand neugewählt und Geuking als Bundesvorsitzender bestätigt. Zur Landtagswahl in Thüringen 2024 kandidierte die Familien-Partei erstmalig mit einer eigenen Liste.

### Mitgliederentwicklung
| Mitgliederzahl | Stand      |
| -------------- | ---------- |
| 654            | 31.12.2004 |
| 654            | 31.12.2007 |
| 555            | 31.12.2011 |
| 586            | 31.12.2017 |
| 668            | 31.12.2018 |
| 687            | 31.12.2019 |
| 705            | 31.12.2020 |
| 611            | 31.12.2022 |

## Struktur

### Organe

#### Bundesparteitag
Höchstes Beschlussgremium der Partei ist der Bundesparteitag. Er setzt sich aus dem Bundesvorstand, den Vorsitzenden der Landesverbände, den Ehrenvorsitzenden und Ehrenmitgliedern des Bundesverbandes und den Delegierten der Gliederungen zusammen. Er ist zuständig für die Wahl des Bundesvorstandes, des Bundesschiedsgerichts, der Kassenprüfer und die Kandidaten der Bundesliste für die Wahl der Abgeordneten des Europäischen Parlaments. Er beschließt über die Satzung und Finanzstatuten, die Geschäftsordnungen und Programme, sowie Beschlussfassung über die Grundlinien der Bundespolitik.

#### Bund-Länder-Ausschuss
Der Bund-Länder-Ausschuss besteht aus dem Bundesvorstand und zwei Bevollmächtigten eines jeden Landesverbandes oder einer Landesgruppe. Der Vorsitz des Bund-Länder-Ausschusses übernimmt der Bundesvorsitzende oder im Vertretungsfalle einer seiner Stellvertreter. Die Aufgabe des Bund-Länder-Ausschusses ist den Bundesvorstand zu kontrollieren und die Anliegen zwischen Bundes- und Landesverbänden zu kommunizieren.

#### Bundesvorstand
Der Bundesvorstand besteht aus dem Vorsitzenden, ein bis fünf stellvertretenden Vorsitzenden, dem Schriftführer und dem Schatzmeister. Beisitzer können den Bundesvorstand erweitern, deren Anzahl darf die Anzahl der Vorstandsmitglieder nicht überschreiten. Durch Bundesgeschäftsführer und Bundesgeneralsekretär kann der Bundesvorstand erweitert werden. Der Bundesvorstand übernimmt die Erledigung aller Verwaltungsangelegenheiten zwischen den Bundesparteitagen.
Der aktuelle Bundesvorstand von September 2022:
| Vorsitzender                          | Helmut Geuking (Landesverband Nordrhein-Westfalen) |
| Stellvertretender Vorsitzender        | Jochen Winkler (Landesverband Baden-Württemberg) Heidi Berg (Landesverband Thüringen) |
| Bundesschatzmeisterin                 | Andrea Wiemeler (Landesverband Nordrhein-Westfalen) |
| Stellvertretender Bundesschatzmeister | Werner Lahann (Landesverband Schleswig-Holstein) |
| Schriftführer                         | Niels Geuking (Landesverband Nordrhein-Westfalen) |
| Bundesgeneralsekretär                 | Ralf Piekenbrock (Landesverband Nordrhein-Westfalen) |
| Bundesgeschäftsführerin               | Andrea Vollbracht (Landesverband Schleswig-Holstein) |
| Beisitzer                             | Heinrich Oldenburg (Landesverband Nordrhein-Westfalen) Thomas Vollbracht (Landesverband Schleswig-Holstein) Heidi Klich (Landesverband Schleswig-Holstein) Sebastian Henning (Landesverband Nordrhein-Westfalen) Klaudia Krause (Landesverband Nordrhein-Westfalen) |

### Daten der Landesverbände
Die Familien-Partei ist in fünf Landesverbände untergliedert.
|                                     | Landesverband       | Vorsitzender       | Kommun. Mandate | Unterorganisationen | Gründung   | Mitgliederanzahl (Stand 2023) | Ergebnis der letzten Landtagswahlen | Ergebnis der Europawahl 2009 | Ergebnis der Europawahl 2014 | Ergebnis der Europawahl 2019 |
| ----------------------------------- | ------------------- | ------------------ | --------------- | ------------------- | ---------- | ----------------------------- | ----------------------------------- | ---------------------------- | ---------------------------- | ---------------------------- |
| Baden-Württemberg                   | Baden-Württemberg   | Julia Denzlinger   | 0               | 0                   | 2005       | 25                            | n. a. (2021)                        | 1,0 %                        | 0,5 %                        | 0,5 %                        |
| Nordrhein-Westfalen                 | Nordrhein-Westfalen | Marcel Stratmann   | 7               | 6                   | 1998       | 258                           | 0,2 % (2022)                        | 0,6 %                        | 0,5 %                        | 0,7 %                        |
| Saarland                            | Saarland            | Roland Körner      | 6               | 0                   | 1989       | 81                            | 0,8 % (2022)                        | 1,9 %                        | 1,5 %                        | 1,3 %                        |
| Schleswig-Holstein                  | Schleswig-Holstein  | Kirsten Bollongino | 0               | 0                   | 2003       | 60                            | n. a. (2022)                        | 0,9 %                        | 0,8 %                        | 0,9 %                        |
| Thüringen                           | Thüringen           | Sven Seyfarth      | 0               | 1                   | 28.11.2020 | 36                            | 0,5 % (2024)                        | 2,4 %                        | 1,7 %                        | 1,5 %                        |
| Legende: - n. a. – nicht angetreten |                     |                    |                 |                     |            |                               |                                     |                              |                              |                              |

### Unterorganisationen
Die Familien-Partei besitzt mehrere Kreis- und Stadtverbände in Nordrhein-Westfalen. In den Landkreisen Unna und Coesfeld existieren Kreisverbände. In Herten, Billerbeck, Coesfeld und Selm gibt es zudem noch jeweils Stadtverbände, wo man ebenfalls seit den letzten Kommunalwahlen im Stadtrat vertreten ist. Zusätzlich existiert in Thüringen ein Kreisverband Apolda.
Der mitgliederstärkste Landesverband ist Nordrhein-Westfalen mit über 200 Mitgliedern. Das Saarland und Schleswig-Holstein folgen mit jeweils unter 100 Mitgliedern. Alle anderen Landesverbände haben unter 30 Mitglieder. Als politische Hochburg ist insbesondere das Saarland zu werten, wo die Partei bereits siebenmal zu Landtagswahlen antrat und auch regelmäßig zur Bundestagswahl zugelassen ist.

### Verhältnis zu anderen Parteien
Mitte 2004 gab es Kooperationsgespräche mit der Ökologisch-Demokratische Partei (ödp). Bei der saarländischen Landtagswahl 2004 kandidierten ÖDP-Mitglieder auf den Listen der Familien-Partei, sie erreichte 3,0 Prozent. Bei der Bundestagswahl 2005 verzichtete die ÖDP zugunsten der Familienpartei auf eine Kandidatur. Bei der Landtagswahl in Baden-Württemberg 2006 und in Rheinland-Pfalz 2006 verzichtete die Familienpartei zugunsten der ÖDP. Ende 2006 beschloss die Familien-Partei jedoch, keine Fusion mit der ÖDP anzustreben.
Die Partei Die Bürgerlobby löste sich 2018 auf und schloss sich der Familien-Partei an. Die Familien-Partei beschloss 2018, den Mitgliedern der Partei Demokratische Bürger Deutschland (DBD) eine begrenzte Doppelmitgliedschaft von einem Jahr einzuräumen. Nach Beendigung des einen Jahres löste sich die DBD auf und schloss sich 2019 der Familien-Partei an. Gegenüber der AfD gibt es innerhalb der Partei ein Abgrenzungsbeschluss. So dürfen ehemalige AfD-Mitglieder nicht aufgenommen werden und auf kommunaler Ebene keine Fraktionen mit ihr gebildet werden.
Auf kommunaler Ebene arbeitet die Familien-Partei regelmäßig mit anderen Parteien und Wählergruppen zusammen. In Potsdam bestand von 2009 bis 2014 eine Fraktionsgemeinschaft mit der FDP. Im Kreis Coesfeld bestand mit Die Linke von 2014 bis 2019 im Kreistag Coesfeld eine Fraktionsgemeinschaft. In Bad Oldesloe tat man sich mit den Freien Wählern zusammen. In Schönwalde-Glien mit Die Linke und Freie Wähler seit 2019 eine gemeinsame Fraktion im Gemeinderat. In der Stadt Coesfeld bestand von 2014 bis 2020 eine Fraktion mit einer Wählergruppe.

## Bundesparteitage
Die Bundesparteitage fanden zumeist jährlich statt.
Parteitage der FAMILIE seit 2016
| Parteitag                                      | Datum                  | Ort        |
| ---------------------------------------------- | ---------------------- | ---------- |
| Satzungsänderungen                             | 09. Juni 2016          | Hannover   |
| Bundesvorstandswahlen                          | 25.–26. November 2016  | Offenburg  |
| Bundesschiedsgerichtswahlen                    | 23.–24. September 2017 | Billerbeck |
| a. o. Aufstellung Europawahlliste              | 14.–15. April 2018     | Coesfeld   |
| Bundesvorstandswahlen                          | 29.–30. September 2018 | Billerbeck |
|                                                | 28. September 2019     | Billerbeck |
| Bundesvorstandswahlen                          | 26. September 2020     | Billerbeck |
| Bundesschiedsgerichtswahlen                    | 25. September 2021     | Billerbeck |
| Bundesvorstandswahlen                          | 24. September 2022     | Billerbeck |
| a. o. Aufstellung Europawahlliste              | 01. April 2023         | Billerbeck |
| Bundesschiedsgerichtswahlen/Europawahlprogramm | 23. September 2023     | Billerbeck |
| Bundesvorstandswahlen                          | 28. September 2024     | Billerbeck |

## Finanzen und Beteiligungen

### Geldflüsse
Laut Bundestagsdrucksache 16/1870 erhielt die Partei 2005 Zuwendungen von etwa 345.000 Euro. Davon waren etwa 13.000 Euro Beiträge (4 %) und etwa 170.000 Euro Spenden (50 %). 155.000 Euro flossen der Partei aus staatlichen Mitteln zu. Es verblieb ein Einnahmeüberschuss von etwa 13.000 Euro.
Laut Bundestagsdrucksache 18/8475 erhielt die Partei 2014 Zuwendungen von etwa 269.600 Euro. Davon waren etwa 8.300 Euro Beiträge (3 %) und etwa 125.000 Euro Spenden (46 %). 133.000 Euro flossen der Partei aus staatlichen Mitteln zu.
2014 erhielt die Partei 133.765,01 Euro aus der staatlichen Parteienfinanzierung. 2015 hat die Partei einen Anspruch von 101.465,40 Euro.
- Der Rechenschaftsbericht für 2017 weist einen Überschuss von etwa 41.000 Euro aus.[62] Das Reinvermögen der Partei wird mit etwa −82.000 Euro angegeben, da zum 31. Dezember 2017 neben sonstigen Verbindlichkeiten eine Rückzahlung von etwa 130.000 Euro aus der staatlichen Parteienfinanzierung noch offen steht.

- Der Rechenschaftsbericht für 2018 weist einen Überschuss von etwa 43.000 Euro aus. Das Reinvermögen der Partei wird mit etwa −38.000 Euro angegeben zum 31. Dezember 2018.[63]

- Der Rechenschaftsbericht für 2019 weist einen Überschuss von etwa 3500 Euro aus. Insgesamt wurden etwa 6000 Euro an Mitgliedsbeiträgen eingenommen, 57.000 Euro an Spenden und 54.000 Euro an staatlichen Zuwendungen. Das Reinvermögen der Partei wird mit etwa −34.000 Euro angegeben zum 31. Dezember 2019.[64]

- Der Rechenschaftsbericht für 2020 weist einen Überschuss in Höhe von etwa 40.000 Euro aus. Insgesamt wurden etwa 7000 Euro an Mitgliedsbeiträgen eingenommen, 38.000 Euro an Spenden und 59.000 Euro an staatlichen Zuwendungen. Das Reinvermögen der Partei wird mit etwa 6.000 Euro angegeben zum 31. Dezember 2020.[65]

### Vermögen
Das Reinvermögen der Partei betrug zum 31. Dezember 2020 etwa 6.000 Euro. Die Partei verfügt weder über Immobilien noch über Firmenbeteiligungen.

## Wahlteilnahmen

### Bundestagswahlen
| Jahr | Bundesweite Zweitstimmenanzahl | Bundesweiter Zweitstimmenanteil | Anzahl der Landeslisten | Zweitstimmenanteile der Listen | Anzahl der Direktkandidaten | Erststimmenanteile |
| ---- | ------------------------------ | ------------------------------- | ----------------------- | ------------------------------ | --------------------------- | ------------------ |
| 1998 | 024.825                        | 0,1 %                           | 2                       | 0,2–0,5 %                      | 8 in 2 Bundesländern        | 0,4–1,8 %          |
| 2002 | 030.045                        | 0,1 %                           | 2                       | 0,2–1,1 %                      | 8 in 3 Bundesländern        | 0,4–2,4 %          |
| 2005 | 191.842                        | 0,4 %                           | 6                       | 0,2–2,1 %                      | 29 in 9 Bundesländern       | 0,8–3,7 %          |
| 2009 | 120.718                        | 0,3 %                           | 4                       | 0,3–1,5 %                      | 8                           | 0,8–2,9 %          |
| 2013 | 007.449                        | 0,0 %[00]                       | 1                       | 1,3 %                          | 4 in 3 Bundesländern        | 0,3–1,2 %          |
| 2017 | –                              | –                               | 0                       | –                              | 1 in 1 Bundesland           | 0,4 %              |
| 2021 | –                              | –                               | 0                       | –                              | 1 in 1 Bundesland           | 0,9 %              |

### Europawahlen
Die Familien-Partei kandidierte bei den Europawahlen 1994 und 1999 mit einer Landesliste im Saarland. Im Jahr 2004 trat sie erstmals mit einer Bundesliste an. Bei den Europawahlen 2014 und 2019 erzielte die Partei jeweils einen Sitz im Parlament.
| Jahr | Stimmenanzahl | Stimmenanteil | +/-     | Sitze | Spitzenkandidat |
| ---- | ------------- | ------------- | ------- | ----- | --------------- |
| 1994 | 002.781       | 0,0 %         | ▲ 0,0 % | 0     |                 |
| 1999 | 004.117       | 0,0 %         | ▲ 0,0 % | 0     |                 |
| 2004 | 268.468       | 1,0 %         | ▲ 1,0 % | 0     |                 |
| 2009 | 252.121       | 1,0 %         | ▼ 0,0 % | 0     | Arne Gericke    |
| 2014 | [00]202.871   | 0,7 %         | ▼ 0,3 % | 1     | Arne Gericke    |
| 2019 | [00]273.755   | 0,7 %         | ▲ 0,0 % | 1     | Helmut Geuking  |
| 2024 | [00]244.030   | 0,6 %         | ▼ 0,1 % | 1     | Helmut Geuking  |

### Landtagswahlen
Die folgende Tabelle gibt die Landtagswahlen wieder, bei denen die Familien-Partei angetreten ist.
| Wahljahr | BW     | BY     | BE     | BB    | HE    | MV    | NI    | NW    | SL    | SH     | TH     |
| -------- | ------ | ------ | ------ | ----- | ----- | ----- | ----- | ----- | ----- | ------ | ------ |
| 1982     |        | 0,0 %1 |        |       |       |       |       |       |       |        |        |
| 1986     |        | 0,0 %2 |        |       |       |       |       |       |       |        |        |
| 1990     |        |        |        |       |       |       | 0,0 % |       | 0,0 % |        |        |
| 1994     |        |        |        |       |       |       |       |       | 0,5 % |        |        |
| 1995     |        |        |        |       |       |       |       | 0,0 % |       |        |        |
| 1999     |        |        |        |       | 0,0 % |       |       |       | 1,0 % |        |        |
| 2000     |        |        |        |       |       |       |       | 0,0 % |       |        |        |
| 2001     | 0,0 %  |        |        |       |       |       |       |       |       |        |        |
| 2004     |        |        |        | 2,6 % |       |       |       |       | 3,0 % |        |        |
| 2005     |        |        |        |       |       |       |       | 0,0 % |       | 0,8 %  |        |
| 2006     |        |        |        |       |       | 1,2 % |       |       |       |        |        |
| 2008     |        |        |        |       | 0,3 % |       | 0,4 % |       |       |        |        |
| 2009     |        |        |        |       |       |       |       |       | 2,0 % | 0,8 %  |        |
| 2010     |        |        |        |       |       |       |       | 0,4 % |       |        |        |
| 2011     | 0,0 %3 |        | 0,1 %4 |       |       | 1,5 % |       |       |       |        |        |
| 2012     |        |        |        |       |       |       |       | 0,4 % | 1,7 % | 0,96 % |        |
| 2016     |        |        |        |       |       | 0,8 % |       |       |       |        |        |
| 2017     |        |        |        |       |       |       |       |       | 0,8 % | 0,6 %  |        |
| 2019     |        |        |        |       |       |       |       |       |       |        | 0,4 %5 |
| 2022     |        |        |        |       |       |       |       | 0,2 % | 0,8 % |        |        |
| 2024     |        |        |        |       |       |       |       |       |       |        | 0,5 %  |

1) Kurzbezeichnung: FP
2) Kurzbezeichnung: Familie

3) Nur in 2 von 70 Wahlkreisen angetreten.

4) Nur in einem von 12 Bezirken angetreten.

5) Im Bündnis mit der ÖDP.
Das höchste Ergebnis in den Bundesländern wurde gelb markiert.

## Mandate

### Kommunale Mandate
Die Familien-Partei verfügt im Saarland und Nordrhein-Westfalen über kommunale Mandate, die von Ortschaftsrat bis Kreistag gehen. Als Schwerpunkte kommunalpolitischer Präsenz und Aktivität der Partei ist die Stadt St. Ingbert im Saarland zu nennen, wo eine eigene Fraktion besteht. Zusätzlich ist die Partei durch einen Übertritt seit 2023 mit einem Mandat in der Bezirksverordnetenversammlung des Berliner Bezirks Treptow-Köpenick vertreten.
| Wahlbereich        | Bundesland          | Organ         | Jahr der Wahl | Sitze   | Prozent |
| ------------------ | ------------------- | ------------- | ------------- | ------- | ------- |
| Billerbeck         | Nordrhein-Westfalen | Gemeinderat   | 2020          | 1 Sitz  | 04,6 %  |
| Coesfeld           | Nordrhein-Westfalen | Gemeinderat   | 2020          | 1 Sitz  | 02,4 %  |
| Kreis Coesfeld     | Nordrhein-Westfalen | Kreistag      | 2020          | 1 Sitz  | 02,1 %  |
| Selm               | Nordrhein-Westfalen | Gemeinderat   | 2020          | 2 Sitze | 07,2 %  |
| Kreis Unna         | Nordrhein-Westfalen | Kreistag      | 2020          | 1 Sitz  | 01,6 %  |
| Herten             | Nordrhein-Westfalen | Gemeinderat   | 2020          | 1 Sitz  | 01,3 %  |
| St. Ingbert        | Saarland            | Gemeinderat   | 2024          | 3 Sitze | 06,2 %  |
| St. Ingbert-Mitte  | Saarland            | Ortschaftsrat | 2024          | 1 Sitz  | 07,5 %  |
| St. Ingbert-Hassel | Saarland            | Ortschaftsrat | 2024          | 1 Sitz  | 9,6 %   |
| Saarpfalz-Kreis    | Saarland            | Kreistag      | 2024          | 1 Sitz  | 04,1 %  |

### Europaparlament
Bei der Europawahl 2014 gelang der Partei, begünstigt durch den Umstand, dass die 3 %-Sperrklausel nach einer Klage u. a. der Familien-Partei für nichtig erklärt worden war, mit 0,7 % der Einzug in das Europaparlament, wo sie durch Arne Gericke vertreten war. Gericke schloss sich der Fraktion Europäische Konservative und Reformer an. Im Mai 2017 erklärte er seinen Austritt aus der Partei.
Bei der Europawahl 2019 erreichte Helmut Geuking den Einzug in das Europäische Parlament. Auf dem Bundesparteitag vom April 2023 wurde Geuking als Spitzenkandidat zur Europawahl in Deutschland 2024 seiner Partei gewählt. Im Februar 2024 legte er sein Mandat im Europaparlament nieder, um sich auf seinen Wahlkampf zu konzentrieren. Für ihn rückte sein Sohn Niels Geuking nach. Nach der Wahl verzichtete Spitzenkandidat Helmut Geuking auf sein Mandat, sodass Niels Geuking im Parlament blieb.

## Bundesvorsitzende
| Name               | Zeitraum  |
| ------------------ | --------- |
| Franz-Josef Breyer | 1989–2006 |
| Arne Gericke       | 2006–2010 |
| Erhard Lahni       | 2010–2013 |
| Maria Hartmann     | 2013–2014 |
| Roland Körner      | 2014–2016 |
| Arne Gericke       | 2016–2017 |
| Helmut Geuking     | seit 2017 |

Ehrenvorsitzender
- Franz-Josef Breyer